# Editora Estatal Estoniana
A Editora Estatal Estoniana em estoniano:  Eesti Riiklik Kirjastus (, abreviatura ERK) foi uma editora estatal soviética da Estónia. A editora existiu entre 1949 e 1964. A sua sucessora é a Eesti Raamat. A sede estava localizada em Tallinn.
Durante a sua existência, foi a editora mais importante da Estónia soviética. No total, a editora publicou cerca de 9.000 livros e obras, com uma tiragem total de 80 milhões.